# Melitulias graphicata
Melitulias graphicata är en fjärilsart som beskrevs av Walker 1861. Melitulias graphicata ingår i släktet Melitulias och familjen mätare. Inga underarter finns listade i Catalogue of Life.